# Johan Wernqvist
Johan Wernqvist, född 29 juli 1801, död 19 juli 1854 i Stockholm, var en svensk målarmästare och dekorationsmålare.
Han var gift med Sofia Helena Sjöberg. Wernqvist var anlitad som andre dekorationsmålare vid Kungliga teatern i Stockholm 1835–1836. Det fanns planer på att anlita honom 1840 för konstnärlig utsmyckning av Skeppsholmskyrkans kupol i Stockholm men man valde istället en enklare dekorationsmålning av en hantverksmålare. Tillsammans med Bengt Nordenberg dekoreringsmålade han östra trapphuset på Stockholms slott 1845.